# Óscar Opazo
Óscar Mauricio Opazo Lara (Concón, 18 de novembro de 1990) é um futebolista chileno que atua como lateral direito pelo clube Racing.